# Incontri internazionali di rugby a 15 di metà anno 2003
A metà anno è tradizione che le selezioni di "rugby a 15", europee in particolare, ma non solo, si rechino fuori dall'Europa o nell'emisfero sud per alcuni test. Si disputano però anche molti incontri tra nazionali dello stesso emisfero Sud, che precedono dal 1996, la disputa del Tri Nations.
Nel 2003, la tradizione non solo non viene meno, ma questi tour sono un momento determinante per la preparazione della Coppa del mondo imminente.
È sempre l'Inghilterra la squadra più forte e si pone come favorita verso la coppa del mondo.
- L'Irlanda affronta una serie di match in vista dei mondiali. Pesante la sconfitta con l'Australia, che sarà sua avversaria ai mondiali, in un girone di ferro, che comprenderà anche l'Argentina.

| Perth 7 giugno 2003 | Australia | 45 – 16 | Irlanda | Subiaco Oval |

| Nuku'alofa 14 giugno 2003 | Tonga | 19 – 40 | Irlanda |  |

| Apia 20 giugno 2003 | Samoa | 14 – 40 | Irlanda |  |

- La Scozia sfiora l'impresa nei due test contro il Sudafrica.

| Durban 7 giugno 2003 | Sudafrica | 29 – 25 | Scozia | ABSA Stadium |

| Johannesburg 14 giugno 2003 | Sudafrica | 28 – 19 | Scozia | Ellis Park |

- Pesanti sconfitte per il Galles' in Australia e Nuova Zelanda (futura avversaria ai mondiali).

| Sydney 14 giugno 2003 | Australia | 30 – 10 | Galles | Stadium Australia |

| Hamilton 21 giugno 2003 | Nuova Zelanda | 55 – 3 | Galles |  |

- Samoa si reca in tour prima in Sudafrica e Namibia, infine in Nuova Zelanda e Australia. Su 9 partite un solo test ufficiale con la Namibia.

| Windhoek 12 luglio 2003 | Namibia | 13 – 40 | Samoa |  |

- Tonga visita Nuova Zelanda e Australia. Nessun test. Da segnalare solo il match con i NZ Maori:

| 7 giugno 2003 | New Zealand Māori | 47 – 12 | Tonga XV |  |

- Una selezione Australiana, visita il Giappone:

| Tokyo 8 giugno 2003 | Giappone | 15 – 66 | Australia A |  |

- L'Inghilterra invia addirittura 3 squadre in Tour: la prima squadra, le England Counties e i "Saxons" (squadra A). I successi con la Nuova Zelanda e l'Australia, sono il preannuncio della vittoria ai mondiali.

| Wellington 14 giugno 2003 | Nuova Zelanda | 13 – 15 | Inghilterra |  |

| Melbourne 21 giugno 2003 | Australia | 13 – 25 | Inghilterra |  |

| Tokyo 6 luglio 2003 | Giappone | 20 – 33 | Inghilterra A | Olympic |

| Bucarest 14 giugno 2003 | Romania XV | 45 – 23 | England Counties |  |

- Una Francia con molti giocatori assenti ed altri in "prova", subisce 3 sconfitte da Argentina e Nuova Zelanda.

| Buenos Aires 14 giugno 2003 | Argentina | 10 – 6 | Francia | Etcheverry |

| Buenos Aires 21 giugno 2003 | Argentina | 33 – 32 | Francia | Etcheverry |

| Christchurch 28 giugno 2003 | Nuova Zelanda | 31 – 23 | Francia |  |

- Tour senza test per Figi in Australia

- Dopo la storica vittoria sulla Francia, l'Argentina sfiora il successo in Sudafrica, superato solo a un calcio di punizione all'ultimo minuto.

| Port Elizabeth 28 giugno 2003 | Sudafrica | 26 – 25 | Argentina | Boet Erasmus |

- Tour dei New Zealand Maori in Canada:

| Calgary 26 luglio 2003 | Canada | 27 – 65 | New Zealand Māori |  |

| Ottawa 29 luglio 2003 | Canada All Stars | 11 – 52 | New Zealand Māori |  |

| Toronto 2 agosto 2003 | Canada | 9 – 30 | New Zealand Māori |  |

- Il Sudafrica, invia la squadra A (in realtà una squadra formata da molti titolari) a giocare con la Namibia.

| Windhoek 5 luglio 2003 | Namibia | 9 – 25 |  |  |

- Doppia sfida tra Figi' e Tonga

| Nadi 4 luglio 2003 | Figi | 34 – 31 | Tonga |  |

| Nuku'alofa 11 luglio 2003 | Tonga | 23 – 22 | Figi |  |

- La squadra gallese del Crawshays, visita la Polonia

| 5 giugno 2003 | Polonia XV | 29 – 52 | Crawshays |  |

| Łódź 7 giugno 2003 | Polonia XV | 22 – 29 | Crawshays |  |

- Taiwan visita Hong Kong:

| Hong Kong 10 settembre 2003 | Hong Kong XV | 13 – 23 | Taiwan |  |

| Hong Kong 14 settembre 2003 | Hong Kong | 21 – 19 | Taiwan |  |

- Una selezione dell'Esercito britannico si reca in Rep. Ceca:

| Praga 24 settembre 2003 | Rep. Ceca U21 | 20 – 34 | British Army |  |

| Praga 14 settembre 2003 | Rep. Ceca XV | 42 – 16 | British Army |  |

- Test Minori:

| Bristol 6 aprile 2003 | Bristol | 31 – 21 | Stati Uniti XV |  |

| Lusaka 10 maggio 2003 | Zambia | 17 – 8 | Zimbabwe |  |

| Nairobi 25 maggio 2003 | Kenya | 32 – 24 | Zimbabwe |  |

| Grand Caymans 14 giugno 2003 | Isole Cayman | 13 – 7 | Bahamas |  |

| Nassau 14 giugno 2003 | Bahamas | 7 – 13 | Isole Cayman |  |

| Kampala 15 giugno 2003 | Uganda | 21 – 22 | Kenya |  |

| 29 giugno 2003 | Uruguay XV | 70 – 8 | Mar del Plata |  |

| Lubiana 7 agosto 2003 | Slovenia XV | 0 – 50 | Llanelli Scarlets |  |